# Unité de quantité de matière
 (août 2013).
Si vous disposez d'ouvrages ou d'articles de référence ou si vous connaissez des sites web de qualité traitant du thème abordé ici, merci de compléter l'article en donnant les références utiles à sa vérifiabilité et en les liant à la section « Notes et références ».
Une unité de quantité de matière est une unité, c'est-à-dire un étalon, permettant d'exprimer la mesure d'une quantité de matière.
L'unité de quantité de matière de référence, adoptée dans le cadre du Système international (SI) est la mole, dont le symbole est mol.

## Unité de quantité de matière du Système international
Le Système international d'unités (abrégé en SI), inspiré du système métrique, est le système d'unités le plus largement employé au monde. Il s’agit d’un système décimal (on passe d’une unité à ses multiples ou sous-multiples à l’aide de puissances de 10) sauf pour la mesure du temps. 
C’est la Conférence générale des poids et mesures, rassemblant des délégués des États membres de la Convention du Mètre, qui décide de son évolution, tous les quatre ans, à Paris. L’abréviation de « Système international » est SI, quelle que soit la langue utilisée. 
Au sein de ce système est notamment nommée et définie l'unité de quantité de matière de base, reconnue internationalement : la mole et ses unités dérivées.